# Hohwachter Flunder

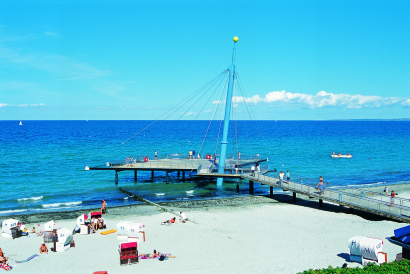
Die Hohwachter Flunder am Hauptbadestrand von Hohwacht

Die Hohwachter Flunder ist eine Seebrücke und Aussichtsplattform am Strand der Gemeinde Hohwacht im Kreis Plön in Schleswig-Holstein.

## Geschichte und Architektur
Die etwa 60 m lange und 370 m² große Seebrücke in der Ostsee wurde im Jahr 2004 nach Plänen des Architekten Jochen Schöning, des langjährigen Ortsplaners der Gemeinde, neu errichtet (Tragwerksplanung: Ingenieurbüro Mohn GmbH). Nach vier Monaten Bauzeit wurde sie am 13. August 2004 eröffnet.
Die Plattform erhielt ihren Namen wegen ihrer ungewöhnlichen Form, die an eine Flunder, einen Plattfisch der europäischen Küstengewässer, erinnert. Der damalige Landrat des Kreises Plön, Volkram Gebel, wies in seiner Eröffnungsrede jedoch darauf hin, dass die Einheimischen den Fisch Flunder traditionell „Butt“ nennen würden und der Name für die Seebrücke in deren Augen eigentlich falsch gewählt sei. Die namensgebende Bauform der Hohwachter Flunder ist auf Luftaufnahmen deutlich erkennbar, so auf einem ganzseitigen farbigen Foto, das im August 2018 in der Kundenzeitschrift mobil der Deutschen Bahn im Rahmen des Artikels Reif für einen Brückentag veröffentlicht wurde.
Das Bauwerk am Hauptbadestrand der Gemeinde Hohwacht ist über einen drei Meter breiten, barrierefreien Holzsteg vom DLRG-Turm aus erreichbar. Die Konstruktion hängt an Tragseilen an einem weithin sichtbaren, 24 m hohen hellblau gestrichenen Pylon mit goldener Kuppe drei Meter über dem Wasserspiegel und wird zusätzlich von unten her von zahlreichen Pfählen gestützt. Für die Beplankung und die Geländer der Plattform wurde Hartholz verwendet. Auf den drei unterschiedlich abgewinkelten Teilstücken der Seebrücke sind ein Kinderspielbereich, ein Badedeck sowie mehrere Sitz- und Liegemöglichkeiten eingerichtet.
Die Baukosten der Hohwachter Flunder betrugen 720.000 Euro, die zu achtzig Prozent vom Land Schleswig-Holstein und vom Kreis Plön übernommen wurden.

## Nutzung

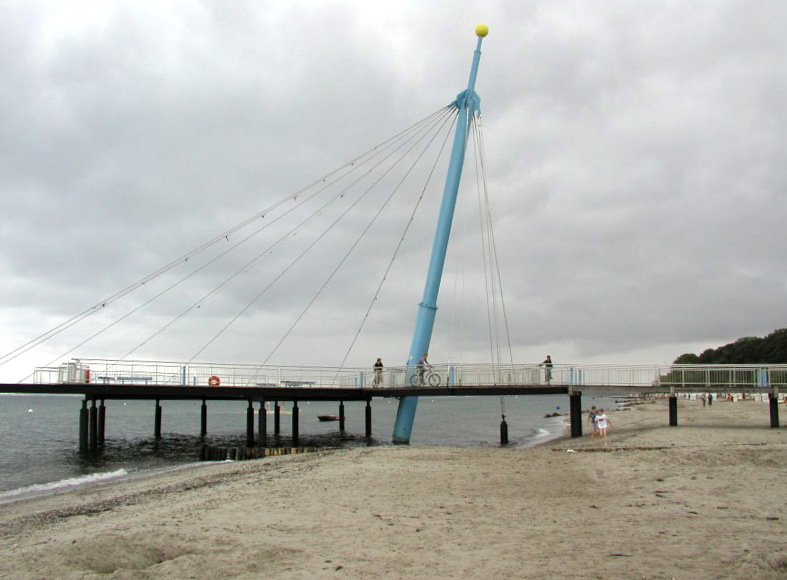
Die Seebrücke in Hohwacht, von Nordwesten fotografiert

Aufgrund der geringen Wassertiefe ist die Seebrücke nicht als Schiffsanleger geeignet. Sie wurde vor allem als touristische Erlebnispromenade sowie Aussichts- und Veranstaltungsplattform konzipiert. Auf ihr finden sowohl Freiluftkonzerte als auch Yogakurse, Trauungen und Gottesdienste statt. Seit ihrer Eröffnung entwickelte sich die Hochwachter Flunder nicht nur zu einer Sehenswürdigkeit, auf die in Reiseführern hingewiesen wird, sondern auch zum beliebten Treffpunkt der Hohwachter Bevölkerung. Sie wurde zum modernen Wahrzeichen der kleinen Gemeinde.
Auf der Seebrücke ist ein Geocache versteckt.